# کاستلان
کاستلان (به فرانسوی: Castellane) یک کمون در فرانسه است که در آلپ-دو-اوت-پرووانس واقع شده‌است.

## خصوصیات
کاستلان ۱۱۷٫۷۹ کیلومترمربع مساحت و ۱٬۵۷۹ نفر جمعیت دارد و ۷۲۴ متر بالاتر از سطح دریا واقع شده‌است.

## خواهرخوانده
شهر پسکاسرولی خواهرخواندهٔ کاستلان هست.